# Aristogeitonia
Aristogeitonia é um género botânico pertencente à família Picrodendraceae.